# Michael Coldewey
Michael Coldewey (* 11. Oktober 1962 in München) ist ein deutscher Filmproduzent und Regisseur. Er ist Gründer der Münchner TRIXTER GmbH und der Cold'n'Town Productions GmbH, vormals Trixter Productions. Er ist Professor für VFX und Animation an der Hochschule für Fernsehen und Film (HFF München).

## Leben

### Ausbildung
Bereits als Schüler arbeitete Michael Coldewey als Filmvorführer im Münchner Programmkino „Studio Solln“ und während des Studiums im Augsburger Programmkino „Liliom“. Nach Abitur und Grundwehrdienst absolvierte er zunächst eine einjährige Ausbildung in der Kunstschule von Hans Seeger und studierte dann Gestaltung an der Fachhochschule Augsburg mit Schwerpunkt Zeichentrickfilm.

### Berufsleben
Nach seinem Studium gehörte er als Animator zur Crew des Films Peterchens Mondfahrt. Daneben arbeitete er sich auf einer privat gekauften Silicon-Graphics-Maschine in Computeranimation ein und erstellte als erste Arbeit für das ZDF den Trailer für die Übertragung der Eishockey-Weltmeisterschaft 1993, in dem er erstmals klassischen Zeichentrick mit Techniken der 3D-Computeranimation umsetzte. Es folgten diverse Auftragsarbeiten für Fernsehredaktionen und Werbeagenturen.
Im März 1995 gründete er gemeinsam mit Eberhard Junkersdorf das Trickfilmstudio Munich Animation und führte gemeinsam mit Junkersdorf und Jürgen Richter Regie in dem Animationsfilm Die Furchtlosen Vier. Im Rahmen der Produktion lernte er Simone Kraus kennen. Nach Abschluss der Arbeiten ging Coldewey nach Montreal, um gemeinsam mit Michel Lemire die Regie in dem Science-Fiction Zeichentrickfilm Heavy Metal: F.A.K.K.² zu übernehmen und kehrte anschließend nach München zurück.
Im Jahr 1998 gründete Coldewey gemeinsam mit Simone Kraus Townsend und mit initialer Unterstützung von Wim Wenders in München das Trickfilm Studio TRIXTER GmbH und übernahm dort die Rolle des Geschäftsführers und Produzenten.
Während Coldewey bei TRIXTER arbeitete zeichnete er verantwortlich für die Akquisition und Produktion von Visual Effects und Animation für deutsche und internationale Kunden. Er gründete weitere Geschäftssitze in Berlin und Los Angeles.
Als ausführender Produzent für Visuelle Effekte war er unter anderem beteiligt an Kinofilmen wie Ninja Assassin, Wickie und die starken Männer, Percy Jackson – Diebe im Olymp, Captain America – The First Avenger, Marvel’s The Avengers, Iron Man 3 und der Fernsehserie Wolfblood – Verwandlung bei Vollmond.

### Arbeiten bei Cold'n'Town
Im Oktober 2002 gründete Coldewey mit Simone Kraus Townsend die Produktionsfirma TRIXTER Productions GmbH&Co.KG, die er 2020 in Cold'n'Town Productions GmbH umbenannte. Coldewey produzierte unter anderem 52 halbstündige Folgen der Zeichentrickserie Hexe Lilli für den WDR, CBBC und KiKa Kinderkanal. Er co-produzierte den deutsch/französischen Animationsfilm Die Drachenjäger, die Kinofilme Hexe Lilli – Der Drache und das magische Buch, sowie Hexe Lilli – Die Reise nach Mandolan, Hexe Lilli rettet Weihnachten und Am Ende eines viel zu kurzen Tages.

### Professor an der HFF München
2015 wurde Coldewey als Professor für Visual Effects (VFX) an die Hochschule für Fernsehen und Film München (HFF) berufen, wo er Studierende aller Abteilungen im Fachbereich VFX und Animation lehrt.
Coldewey lebt heute in München.

## Filmografie

### Als Produzent
- 2017: Hexe Lilli rettet Weihnachten (Produzent)
- 2011: Am Ende eines viel zu kurzen Tages (Co-Produzent)
- 2011: Hexe Lilli – Die Reise nach Mandolan (Produzent, ausführender Produzent)
- 2008: Die Drachenjäger (ausführender Co-Produzent)
- 2008: Hexe Lilli – Der Drache und das magische Buch (Produzent)
- 2004–2007: Hexe Lilli – Fernsehserie, 26 Folgen (Produzent)
- 2017: Hexe Lilli rettet Weihnachten

### Als Ausführender Produzent Visuelle Effekte
- 2020: Jim Knopf und die Wilde 13
- 2020: Biohackers (6 Episoden)
- 2020: Die Känguru-Chroniken
- 2020: Sonic The Hedgehog
- 2019: Guns Akimbo
- 2019: Brightburn
- 2019: Captain Marvel
- 2018: Jim Button And Luke The Engine Driver
- 2018: Black Panther
- 2018: Fremde (short film)
- 2017: Berlin Station (18 Episoden)
- 2017: Thor Ragnarok
- 2017: Fear The Walking Dead - Red Shirt, - 100
- 2017: Spider-man: Homecoming
- 2017: Guardians Of The Galaxy Vol. 2
- 2017: Fast & Furious 8
- 2017: Hard Way: The Action Musical (short film)
- 2017: Timm Thaler oder das verkaufte Lachen
- 2016: Independence Day: Resurgence
- 2016: Captain America: Civil War
- 2015: MindGames
- 2015: Ant-Man
- 2015: Ghosthunters: On Icy Trails
- 2015: Meine allerschlimmste Freundin
- 2014: Seventh Son
- 2014: Woldblood Season 2
- 2014: The 7th Dwarf
- 2014: Captain America: The Winter Soldier
- 2013: Marvel’s One Shot: Agent Carter – Video Kurzfilm
- 2013: White House Down
- 2013: Iron Man 3
- 2012: Wolfblood – Verwandlung bei Vollmond – Fernsehserie, 13 Folgen
- 2012: Marvel’s The Avengers
- 2011: Captain America – The First Avenger
- 2010: Percy Jackson – Diebe im Olymp
- 2010: Vorstadtkrokodile 2
- 2009: Ninja Assassin
- 2009: Wickie und die starken Männer
- 2009: Vorstadtkrokodile
- 2008: Die Bienen – Tödliche Bedrohung – Fernsehfilm
- 2008: Das Wunder von Loch Ness – Fernsehfilm

### Als Regisseur
- 2000: Heavy Metal: F.A.K.K.²
- 1997: Die furchtlosen Vier

### In anderen Funktionen
- 2006: Das total verrückte Wunderauto – Fernsehfilm (Animation und Visuelle Effekte)
- 2005: Das Gespenst von Canterville – Fernsehfilm (Designer)
- 1990: Peterchens Mondfahrt (Animation)

## Filmpreise
- 2008: Bayerischer Fernsehpreis Sonderpreis für Entwicklung und Umsetzung virtueller Figuren in dem Film Das Wunder von Loch Ness (Sat.1), gemeinsam mit Simone Kraus[1]
- 2008: Deutscher Fernsehpreis 2008 für beste visuelle Effekte für Das Wunder von Loch Ness (Sat.1), gemeinsam mit Simone Kraus
- 2009: Nominierung für den Deutschen Filmpreis – Bester programmfüllender Kinderfilm für Hexe Lilli – Der Drache und das magische Buch